# Landkreis Cloppenburg
Landkreis Cloppenburg ligger i den nordvestlige del af den tyske delstat Niedersachsen. Den grænser mod vest til landkreisene Emsland og Leer, nord til Landkreis Ammerland, mod øst til landkreisene Oldenburg og Vechta og mod syd til  Landkreis Osnabrück. Landkreisen er en del af Region Oldenburger Münsterland.

## Geografi
Landkreisen er omkring 50 km i nord-sydlig retning, og 40 km i øst-vestlig. Området er fladt med en gennemstitshøjde på 30-40 moh. Nord for Cloppenburg danner Soeste en omkring 3 km lang sø. Landskabet veksler mellem 
gest og moser

## Byer og kommuner
Kreisen havde 169348  indbyggere pr.  2018-12-31

Kommuner
| 1. Barßel (12946) 2. Bösel (8016) 3. Cappeln (Oldenburg) (7104) 4. Cloppenburg, administrationsby (34913) 5. Emstek (12119) 6. Essen (Oldenburg) (9058) 7. Friesoythe, by, selbständige Gemeinde (22456) 8. Garrel (15048) 9. Lastrup (6970) 10. Lindern (Oldenburg) (4905) 11. Löningen, by (13441) 12. Molbergen (8727) 13. Saterland [adm: Ramsloh] (13645) |

## Forskelligt
I Saterland lever en sproglig minoritet, Saterfrieserne.
Landkreis Cloppenburg har den højeste fødselsrate i Tyskland. Med en fertilitetsrate på 1,92 børn pr kvinde ligger Landkreisen langt over gennemsnittet på 1,37.